# Lee Mi-ok (Leichtathletin)
Lee Mi-ok (* 10. März 1968) ist eine ehemalige südkoreanische Marathonläuferin.
1988 erzielte sie beim Seoul International Marathon ihren ersten von fünf Siegen in Folge und kam mit ihrer persönlichen Bestzeit von 2:32:51 h bei den Olympischen Spielen in Seoul auf den 15. Platz.
1990 gewann sie bei den Asienspielen Bronze. Bei den Olympischen Spielen 1992 in Barcelona lief sie auf Rang 25 ein.